# Wolfgang Borelly
Wolfgang Borelly (* 13. April 1906 in Anklam; † 28. Januar 1989 in Mannheim) war ein deutscher Bauingenieur und Oberbaudirektor der kommunalen Bauverwaltung in Mannheim. Sein Name ist in Mannheim eng verbunden mit der 1960 gebauten und 2021 zugeschütteten Fußgängerunterführung unter der Bismarckstraße zwischen Kaiserring und Bahnhofsvorplatz, der sogenannten Borelly-Grotte.

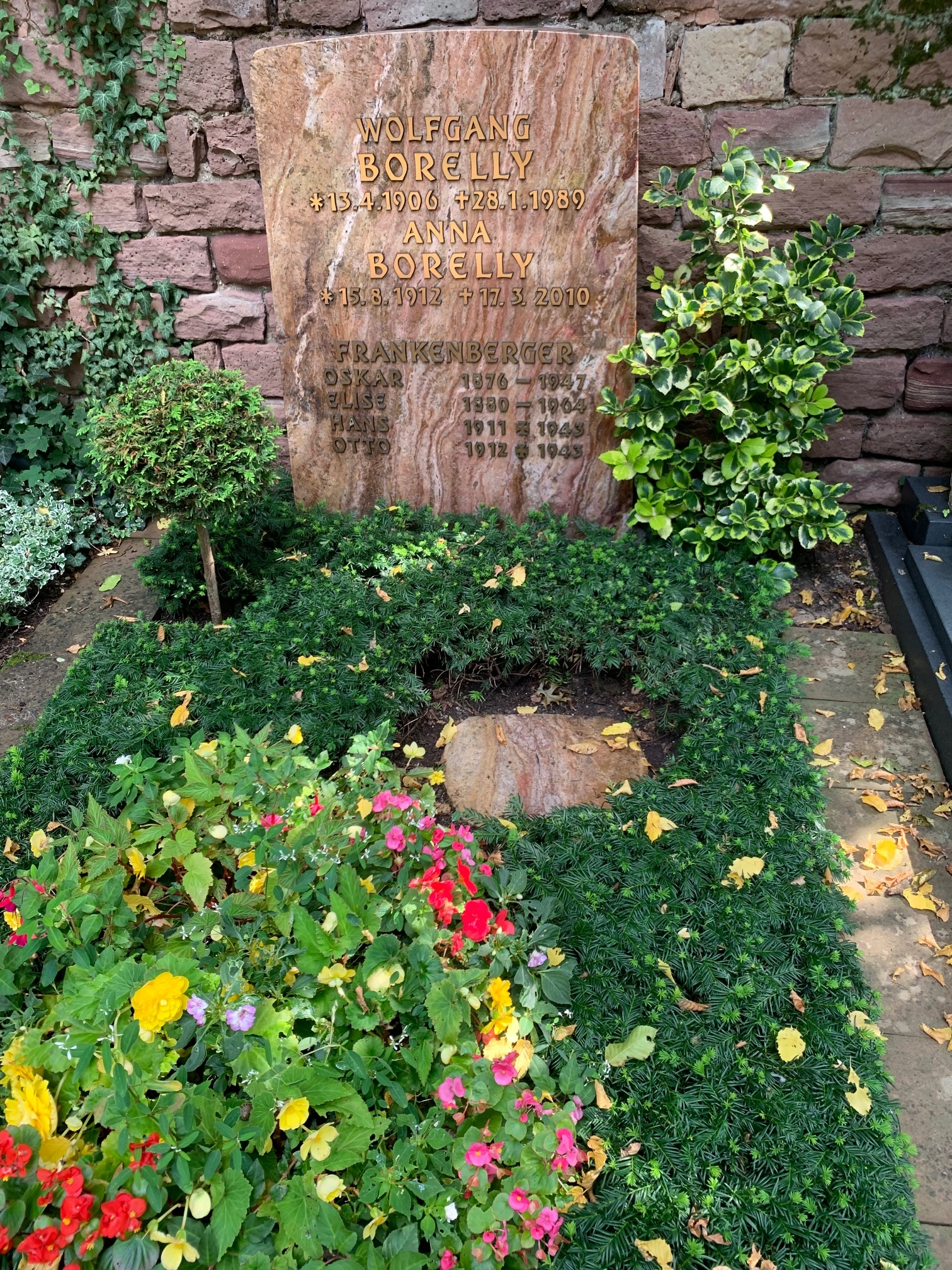
Grabstätte des Mannheimer Stadtoberbaudirektors Wolfgang Borelly auf dem Feudenheimer Friedhof

## Leben
Wolfgang Borelly wurde in Anklam in Pommern geboren und studierte bis 1929 in Danzig, Wien, Darmstadt und Berlin-Charlottenburg Bauingenieurwesen. Dabei wählte er die Vertiefungsfächer Konstruktiver Ingenieurbau und Städtebau und Städtischer Tiefbau. An der Technischen Hochschule Berlin-Charlottenburg legte er 1929 das jahresbeste Examen ab.
Zum 16. Juni 1933 trat Borelly der SS bei (SS-Nummer 205.809) und wurde regelmäßig befördert. Nach der zweiten Staatsprüfung im Fach Wasser- und Straßenbau war er von 1933 bis 1939 in der Tiefbauverwaltung beim Senat der Freien Stadt Danzig tätig, zuletzt als Leiter des Tiefbauamtes. Als Regierungsbaudirektor bei der Straßenbehörde des Reichsgaus Danzig-Westpreußen leitete er die Arbeiten beim Bau der Reichsautobahn durch Danzig. Zum 30. Januar 1945 erreichte Borelly als SS-Hauptsturmführer seinen höchsten Rang in der Waffen-SS.
Nach dem Zweiten Weltkrieg arbeitet der Diplom-Ingenieur zunächst in der privaten Bauwirtschaft und war Technisches Vorstandsmitglied einer Bau-Aktiengesellschaft in Düsseldorf. 1954 wechselte er in den kommunalen Bauverwaltungsdienst der Stadt Düsseldorf. 1955 wurde er als Dezernent für Tiefbau- und Maschinenwesen in die Verwaltung nach Mannheim berufen. Er war bis 1972 Stadtoberbaudirektor und maßgeblich am Bau des Ölhafens, dem Wiederaufbau der Konrad-Adenauer-Brücke und dem Neubau der von Fritz Leonhardt entworfenen Kurt-Schumacher-Brücke beteiligt.
Borelly entwickelte Verfahren zur Sanierung von Schrägkabel-Brücken, die er patentieren ließ. 1986 besaß er drei Patente in Deutschland, drei in den USA und eines in Japan. Außerdem veröffentlichte er in Fachzeitschriften Aufsätze über den Brückenbau und deren Sanierung und hielt Fachvorträge.
Borelly war verheiratet mit Anna verwitwete Frankenberger geb. Kettner (1912–2010) und wohnte bis zu seinem Tod im Mannheimer Stadtteil Feudenheim. Borellys Stieftochter Anneliese, genannt Anne, heiratete 1971 Curt Engelhorn, den Mitgesellschafter des Pharma-Unternehmens Boehringer Mannheim.

## Patente
- Verfahren zur Verbesserung der Dauerfestigkeit von Seil-, Paralleldraht- und -Litzenbündelverankerungen. Patent Nr. DE2904147. 1979[16]
- Korrosionsschutz für ein aus stählernen Seilen, Paralleldrahtbündeln oder Parallellitzenbündeln bestehendes Zugglied. Patent Nr.  DE3723795. 1987[9]